# S.T.A.R.S.
S.T.A.R.S., Special Tactics And Rescue Service, är ett specialförband i Resident Evil som arbetar i Raccoon City. Under händelserna i Raccoon City dör de flesta av S.T.A.R.S.-medlemmarna.

## S.T.A.R.S-medlemmar

### Alpha Team
- Gruppledare: Albert Wesker
- Vapenexpert: Barry Burton
- Pilot och dataexpert: Brad Vickers
- Huvudperson: Chris Redfield
- Huvudperson: Jill Valentine
- Fordonsexpert: Joseph Frost

### Bravo Team
- Gruppledare: Enricho Marini
- Pilot: Edward Dewey
- Krypskytt: Forest Spreyer
- Kemiexpert: Kenneth Sullivan
- Fältläkare: Rebecca Chambers
- Teknisk expert: Richard Aiken